# Пінченко Віктор Михайлович
Пінченко Віктор Михайлович (нар. 13.10.1949, с.Стара Водолага, Нововодолазького р-ну Харківської обл.) — поет, автор поетичних збірок, член Національної спілки письменників України (з 2008 р.), учасник ліквідації наслідків аварії на Чорнобильській АЕС, полковник у відставці.

## Біографія
У 1967 році закінчив Староводолазьку середню школу. У 1971 році закінчив Рязанське військове командне училище. З 1971 по 1976 рік проходив службу у групі радянських військ у Німеччині. У 1976 році вступив до Рязанської автомобільної академії, яку закінчив з червоним дипломом у 1980 році. З 1980 по 1986 рік — молодший науковий співробітник при науково-дослідному відділі при Рязанській автомобільній академії. З 1986 по 1991 рік — викладач військової кафедри Харківського автомобільно-дорожного інституту. 
1987 рік — заступник командира 25 хімічної бригади Київського округу по озброєнню. Будучи в Чорнобилі, виконав більше 60 виїздів у радіаційну зону, із них 57 виїздів на саму Чорнобильську станцію.

## Творчість
Дебютував у періодичній пресі у 1996 році. Вірші друкувалися у періодичних виданнях Харкова та Нової Водолаги: «Время», «Слобода», «Зеркальная струя», «Южна магістраль», «Селяночка», «Слобідський край», «Селянська газета», «Селянська правда», «Вісті Водолажчини». Журналах: «Ятрань», «Слобожанщина», «Зоря вечорова», «Харків. Lit». Альманахах та поетичних збірках. Виступає зі своїми творами на радіо, телебаченні, у військових частинах, у навчальних закладах та бібліотеках Нововодолазького району.

## Поетичні збірки
- Базальт: Стихи. — Харьков: Крок, 2001. — 79 с.
- Об этом сердце с болью говорит. Стихотворения / Предисл. Р. А. Левина. — Харьков, 2005. — 128 с. — ISBN 966-8004-60-4
- Атом і любов: Поезії.- Харьков: Майдан, 2007.-106 с. — ISBN 978-966-372-107-1.
- Танго судьбы: Поэзии / Предисл. Н. Д. Матюх. — Харьков: Майдан, 2009. — 212 с.
- Зрелый мед: Стихи / Предисл. Н. Д. Матюх.- Харьков: Майдан, 2014.- 234 с. — ISBN 978-966-372-561-1
- Облученная муза: Стихи / Предисл. Р. Левина. — Харьков: Майдан, 2016. — 204 с. — ISBN 978-966-372-527-7
- Течія долі: Вірші/Передмова О.Коваль, Т.Коваль;— Харків: Майдан, 2019.—528 с.;— ISBN 978-966-372-753-0

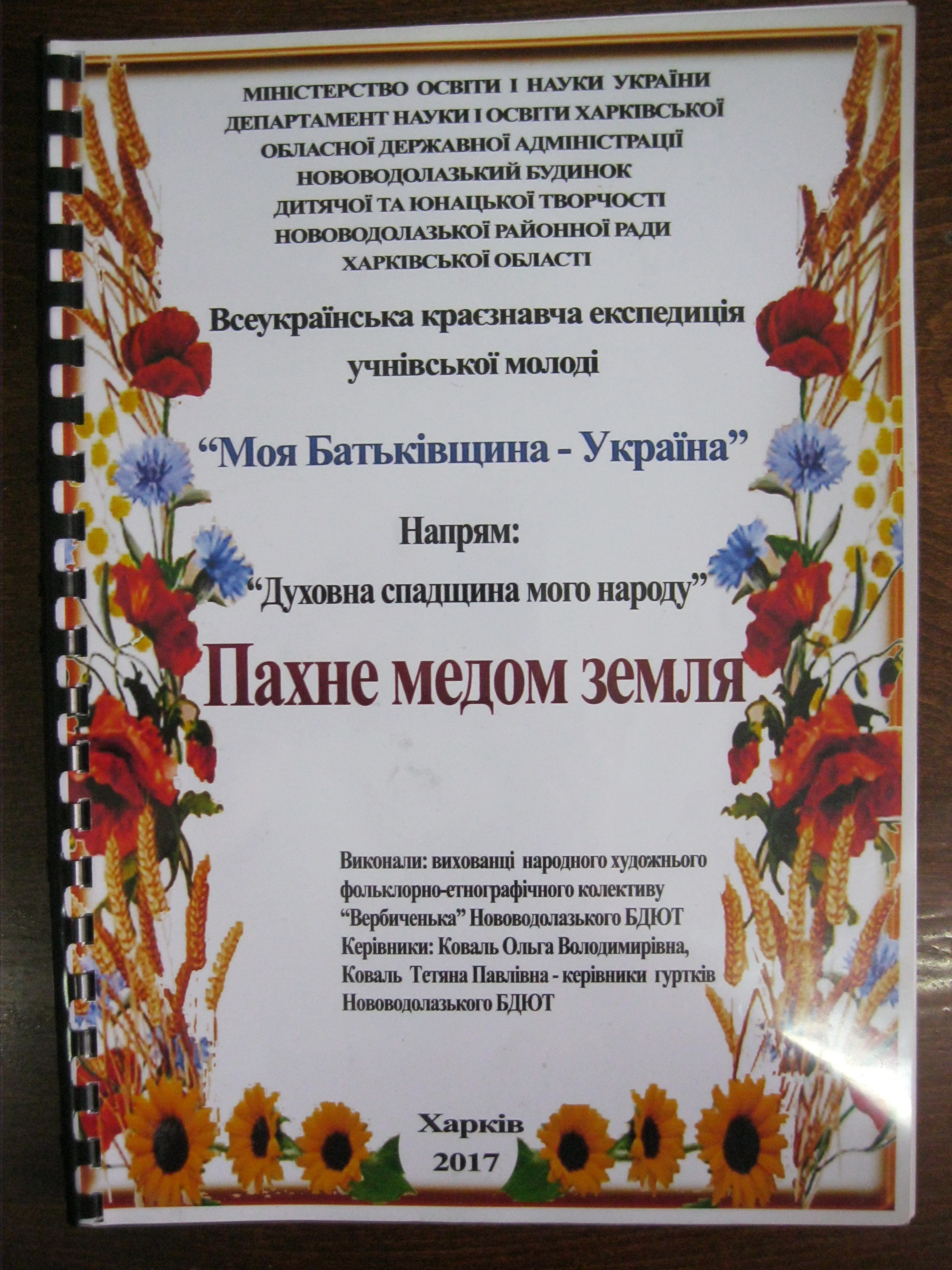
Конкурсна робота вихованців народного художнього фольклорно-етнографічного колективу «Вербиченька» Нововодолазького БДЮТ у рамках Всеукраїнської краєзнавчої експедиції учнівської молоді) про поета, чорнобильця Пінченка Віктора Михайловича

## Нагороди та відзнаки
- Всеукраїнська літературна премія імені Олександра Олеся
- Слобожанська почесна відзнака «Чорнобильська пошана», Харківська обласна організація ВГО «Союз Чорнобиль України»
- Почесна відзнака національної спілки письменників України (2010 р.)
- Почесний громадянин с. Стара Водолага (2011 р.) [7]
- Почесний громадянин Нововодолажчини (2016 р.)[8]

Неодноразово нагороджений почесними грамотами та подяками за особисті досягнення у літературній творчості та розвиток чорнобильського ветеранського руху, вирішення питань соціального захисту громадян, патріотичне виховання молоді та активну громадську діяльність.